# Адольф Штраус
Адольф Штраус (нім. Adolf Strauss; нар. 6 вересня 1879, Шермке, Саксонія — пом. 20 березня 1973, Любек, Шлезвіг-Гольштейн) — німецький воєначальник часів Третього Рейху, генерал-полковник Вермахту (1940). Кавалер Лицарського хреста Залізного хреста (1939).

## Біографія
Військова кар'єра
- 15 березня 1898 — фенріх
- липень 1901 — лейтенант[1]
- 16 червня 1910 — оберлейтенант
- 8 жовтня 1914 — гауптман
- 1 січня 1924 — майор
- 1 травня 1929 — оберстлейтенант
- 1 квітня 1932 — оберст
- 1 грудня 1934 — генерал-майор
- 1 квітня 1937 — генерал-лейтенант
- 1 листопада 1938 — генерал від інфантерії
- 19 липня 1940 — генерал-полковник

Адольф Штраус народився 6 вересня 1879 року у містечку Шермке у родині прусського магістрату й орендаря Карла Штрауса та його дружини Амалії, уродженої Гуткнехт. У 1921 році він одружився з Ганною фон Шредер, з якою мав двох доньок, Інґеборґ (* 1921) і Хельгу (* 1924).

### Військова кар'єра
15 березня 1898 року Штраус поступив на військову службу фенріхом до 137-го піхотного полку прусської армії у Гагенау. 17 жовтня 1901 року отримав звання лейтенанта в 162-му піхотному полку в Любеку. 16 червня 1910 року підвищений у званні до оберлейтенанта і відправлений до військової академії, де здобув оперативно-тактичну освіту.
Брав участь у Першій світовій війні на Західному фронті. 8 жовтня 1914 року Адольф Штраус отримав звання гауптмана. Війну завершив командиром батальйону 2-го Верхньорейнського піхотного полку № 99, кавалером обох класів Залізного хреста та Лицарського хреста Королівського дому Ордена Гогенцоллернів з мечами. Після його переведення в рейхсверу, він став майором 1 січня 1924 року, отримав підвищення та призначений викладачем піхотної школи в Дрездені. У травні 1929 року він отримав звання оберстлейтенанта і переведений до штабу 6-го піхотного полку в Любеку. У жовтні 1932 року в чині оберста Штраус прийняв командування 4-м (прусським) піхотним полком у Кольберзі. У вересні 1934 року Штраус перейшов до міністерства рейхсверу в Берліні в якості інспектора піхоти. У грудні того ж року він отримав звання генерал-майора. З жовтня 1935 року він прийняв командування новосформованою 22-ю піхотною дивізією в Бремені. Після підвищення в генерал-лейтенанти у квітні 1937 року його призначили командиром ІІ армійського корпусу та командувачем ІІ військовим округом (Штеттін).
На чолі корпусу Штраус брав участь у вторгненні до Польщі на початку Другої світової війни. 2 вересня 1939 року II армійський корпус прорвав оборонні позиції по обидва боки Корони Польської на Браге, 3 вересня форсував Віслу в районі Кульма і встановив зв'язок між Померанією та Східною Пруссією. Разом із Германом Готом і Вернером Кемпфом Штраус був одним із німецьких командувачів у битві під Модлином. Наприкінці жовтня 1939 року Штраус отримав Лицарський хрест Залізного хреста і переведений на Західний фронт зі своїм оперативним угрупованням військ.
30 травня 1940 року він був призначений командувачем 9-ї армії. Участь у Французькій кампанії. У середині 1941 року його разом з іншими формуваннями групи армій «Центр» перекинули на схід у рамках підготовки операції «Барбаросса». Командував армією під час вторгнення до Радянського Союзу, бойові дії на мінському та смоленському напрямках. Участь у битві за Москву. 16 січня 1942 року звільнений за станом здоров'я від командування.
Після одужання його перевели до резерву і нарешті в серпні 1944 року призначили керівником будівництва фортець на лінії Одер-Варте, перш ніж стати командиром східної частини фортеці в січні 1945 року. Штраус був британським військовополоненим з травня 1945 по травень 1948 року.